# Listă de pictori austrieci
Aceasta este o listă a pictorilor austrieci.
- Erika Abels d'Albert  (1896–1975)
- Jakob Alt (1789–1872) pictor de acuarele
- Rudolf von Alt  (1812–1905)
- Christian Ludwig Attersee
- Karl Bednarik (1915–2001)
- Hubert Berchtold (1922–1983)
- Karl von Blaas (1815–1894)
- Arik Brauer
- Günter Brus (1938–)
- Hans Canon (1829–1885)
- Moritz Michael Daffinger (1790–1849)
- Franz Defregger (1835–1921)
- Albin Egger-Lienz
- Thomas Ender (1793–1875)
- Franz Eybl (1806–1880)
- Anton Faistauer
- Ernst Fuchs
- Josef von Führich
- Hanns Gasser (1817–1868)
- Richard Gerstl
- Bruno Gironcoli
- Helmuth Gräff
- Matthias Laurenz Gräff
- Daniel Gran
- Rudolf Hausner
- Gottfried Helnwein
- Adolf Hitler (1889–1945)
- Alfred Hrdlicka
- Wolf Huber (1495–1553)
- Friedensreich Hundertwasser (1928–2000)
- Franz Jaschke (1775–1842)
- Angelika Kauffmann (1741–1807)
- Josef Klieber (1773–1850)
- Gustav Klimt (1862–1918)
- Oskar Kokoschka (1886–1980)
- Johann Lucas Kracker (1719–1779)
- Josef Kriehuber (1800–1876)
- Alfred Kubin
- Leopold Kupelwieser
- Maria Lassnig
- Anna Mahler (1904–1988)
- Hans Makart (1840–1884)
- Franz Anton Maulbertsch (1724–1796)
- Gabriel von Max (1840–1915)
- Martin van Meytens (1695–1770)
- Koloman Moser
- Hermann Nitsch (1938–)
- Max Oppenheimer
- Michael Pacher (~1430–1498)
- Julius von Payer (1841–1915)
- August von Pettenkofen (1822–1889)
- Anton Romako
- Johann Michael Rottmayr
- Egon Schiele (1890–1918)
- Erich Sokol
- Adalbert Stifter (1805–1868)
- Hugo Ströhl (1851–1919)
- Paul Troger (1698–1762)
- Ferdinand Georg Waldmüller (1793–1865)
- Max Weiler